# 금산면 (진주시)
금산면(琴山面)은 대한민국 경상남도 진주시의 면이다. 금산면은 예부터 시설채소가 고도로 발달하여 파프리카, 피망, 청양고추를 많이 재배하고 있다. 최근에는 신선농산물 수출이 활성화되었으며, 금산 단감과 금산 배는 품질을 자랑할 만한 특산품이다. 천혜의 자연조건, 시민들의 휴식공간으로 월아산(높이 482m)과 금호지(둘레 2.7km)가 있다. 월아산은 달음산이라고도 하고 산세가 부드러우며 해돋이는 진주 8경 중 제7경으로 그 모습이 매우 아름답다. 금호지는 W자 형태로 한눈에 전체를 볼 수 없으며 숲이 너무 아름다워 퇴계 이황 선생께서 머물다가 간 곳이기도 하다. 그리고 국보 제302호 괘불탱화와 많은 보물을 보관하고 있는 청곡사는 872년 신라 헌강왕 때 창건된 천년고찰이다. 공군교육사령부, 공군항공과학고등학교가 진주시 금산면 속사리에 있다.

## 연혁
조선조 전기까지는 진주목 동면 금산리, 대여촌리, 월아미리, 조동리라 하였다. 임진왜란 후에는, 대여촌리, 월아미리는 금산리에 합하여 금산리, 조동리라 하였다. 1832년 조선 순조 32년 이래로는 다시 금산리, 대여촌리, 조동리라 하였고, 1864년 고종 1년 이래로는 금산면, 대여촌면, 조동면이라 하였다.
- 1914년 3월 1일, 진주군 대여촌면, 금산면, 조동면을 통폐합하여 금산면이라 하였다. 그리고 대여촌면 남성동, 기동, 가방동. 사동 각 일부로서 가방리라 하고, 대여촌면 가방동, 사동, 금산면 중촌동 각 일부로서 장사리라 하고,대여촌면 용심동, 금산면 월아동, 중촌동 일부를 용아리라 하고,금산면 개천동, 중촌동, 미암동 각 일부로서 중천리라 하고,금산면 백동 일부를 송백리라 하고, 금산면 백동, 조동면 속사동 각 일부로서 속사리라 하고, 조동면 호암동, 갈전동, 속사동 각 일부로서 갈전리라 하여, 금산면은 7리로 개편되었다.
- 1987년 1월 1일에는 대곡면 와룡리 일부를 가방리로 편입하고, 가방리 일부를 대곡면 단목리로 이속하고, 집현면 덕오리 일부를 장사리로 편입하여 7개의 리를 관할하고 있다.[1]
- 2013년 12월, 경남혁신도시의 조성으로 금산면 갈전리·속사리 각 일부, 호탄동 일부가 충무공동으로 신설 되었다.

## 행정 구역
- 가방리(加芳里)
- 용아리(龍牙里)
- 갈전리(葛田里)
- 속사리(束沙里)
- 송백리(松栢里)
- 중천리(中川里)
- 장사리(長沙里)

## 교육
- 금산초등학교
- 금호초등학교
- 진주동중학교

## 아파트
| 단지명                  | 건설사             | 시행사             | 주소                         | 입주        | 비고 |
| ----------------------- | ------------------ | ------------------ | ---------------------------- | ----------- | ---- |
| 금산 느티나무           | 태영건설           | 경남개발공사       |                              |             |      |
| 금산 아이파크           | 현대산업개발       | 현대산업개발       | 중천로 82 (장사리)           | 2004년 8월  |      |
| 금산 흥한골든빌         | ㈜흥한주택종합건설 | ㈜대한주택보증     |                              | 2002년 1월  |      |
| 금산 두산위브           | 두산건설           | ㈜랜드플러스씨앤디 | 중장로154번길 49 (장사리)    | 2009년 1월  |      |
| e편한세상 금산          | ㈜삼호             | ㈜삼우디앤씨       | 금산순환로80번길 16 (장사리) | 2008년 10월 |      |
| 금산 진흥더루벤스       | 진흥기업           | ㈜드림주택건설     | 금산로 22 (장사리)           | 2009년 10월 |      |
| 진주금산 푸르지오 1단지 | 대우건설           | ㈜호야건설         | 덕의길 15 (장사리)           | 2007년 8월  |      |
| 진주금산 푸르지오 2단지 | 대우건설           | ㈜호야건설         | 덕의길 11 (장사리)           | 2007년 8월  |      |